# Église Saint-Roch de Gap
L'église Saint-Roch est une église catholique française, située à Gap (Hautes-Alpes) dans le diocèse de Gap et d'Embrun.

## Historique
Bénie le 28 septembre 1968 puis consacrée par Mgr Jean-Michel Di Falco, évêque de Gap et d'Embrun, l'église est construite selon une architecture moderne.
Une collecte de fonds auprès des paroissiens a été lancée afin de réparer la toiture.